# Pallenoides amazonica
Pallenoides amazonica is een zeespin uit de familie Callipallenidae. De soort behoort tot het geslacht Pallenoides. Pallenoides amazonica werd in 1975 voor het eerst wetenschappelijk beschreven door Stock. 